# Escuela Heptanesa (pintura)

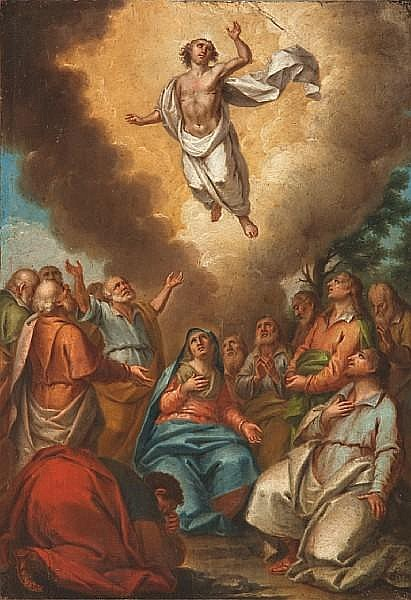
Ascensión de Jesús (1800) por Nikolaos Kantounis

La Escuela Heptanesa de pintura (en griego: Επτανησιακή Σχολή, lit. "Escuela de las Siete Islas", también conocida como Escuela de las Islas Jónicas) sucedió a la Escuela Cretense como la principal escuela de pintura griega posbizantina tras la caída de Creta en manos de los otomanos en 1669. Al igual que la escuela cretense, combinó las tradiciones bizantinas con una creciente influencia artística de Europa occidental y también fue testigo de la primera representación significativa de temas profanos. La escuela tuvo su sede en las islas Jónicas, que no formaban parte de la Grecia otomana, desde mediados del siglo XVII hasta mediados del XIX. El centro del arte griego emigró urgentemente a las islas Jónicas, pero innumerables artistas griegos se vieron influidos por la escuela, incluidos los que vivían en las comunidades griegas del Imperio Otomano y en otros lugares del mundo.
La primera escuela heptanesa se vio influida por los grabados flamencos, franceses, italianos y alemanes. Artistas representativos de esa época fueron Theodore Poulakis, Elias Moskos y Emmanuel Tzanes. Las obras notables incluyen La caída del hombre y La escalera de Jacob y El arca de Noé. Los pintores griegos Nikolaos Kallergis y Panagiotis Doxaras influyeron en el arte de principios del siglo XVIII. El arte griego ya no se limitaba a la tradicional maniera greca dominante en la escuela cretense, sino que el estilo evolucionó hacia el Stile di pittura Ionico o estilo jónico.  El movimiento contó con una mezcla de artistas brillantes. Se arriesgaron a crear un arte que escapaba a la tradición. Algunos ejemplos de pinturas son: Virgen Glykofilousa La Deposición de la Cruz y Asunción de María . En el siglo XIX, la escuela heptanesa contaba con los destacados retratistas Nikolaos Kantounis, Nikolaos Koutouzis y Gerasimos Pitsamanos . Otros artistas de la escuela fueron Spyridon Ventouras, Efstathios Karousos, Stephanos Tzangarolas y Spyridon Sperantzas .  

## Galería

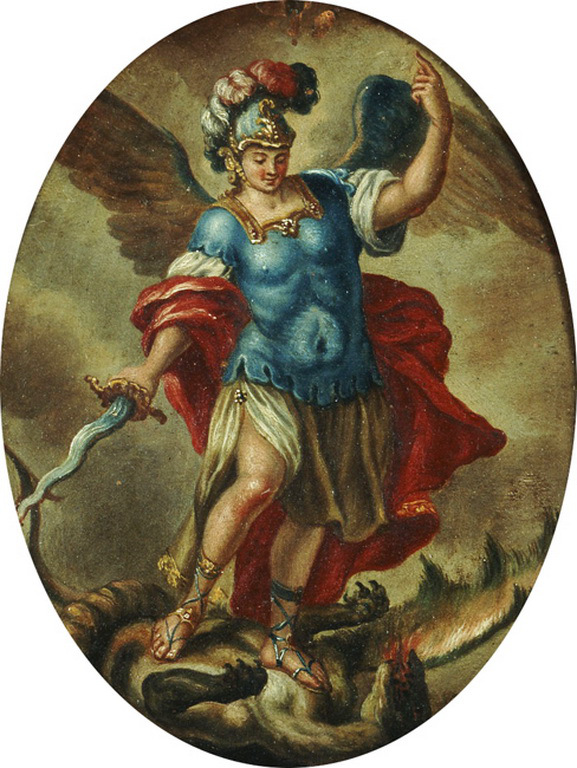
"Arcángel Miguel" por Panagiotis Doxaras
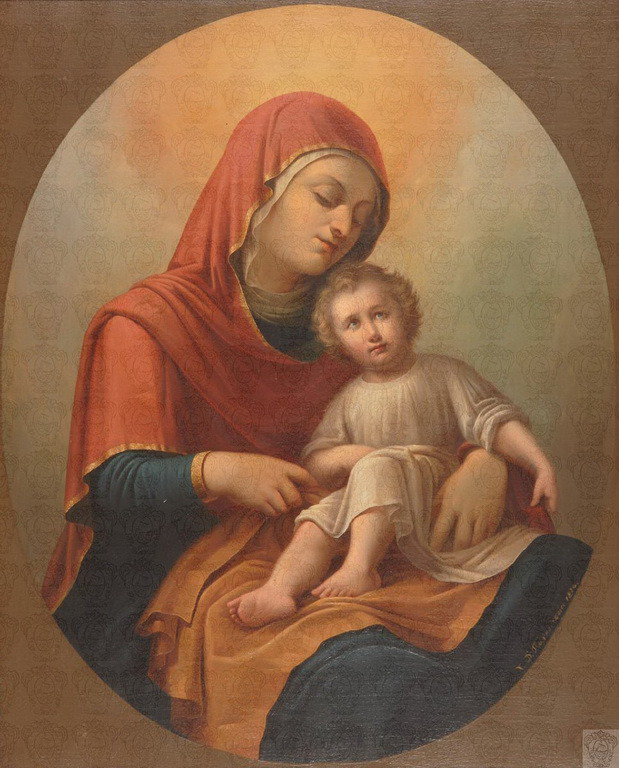
Virgen con el Niño de Charalambos Pachis
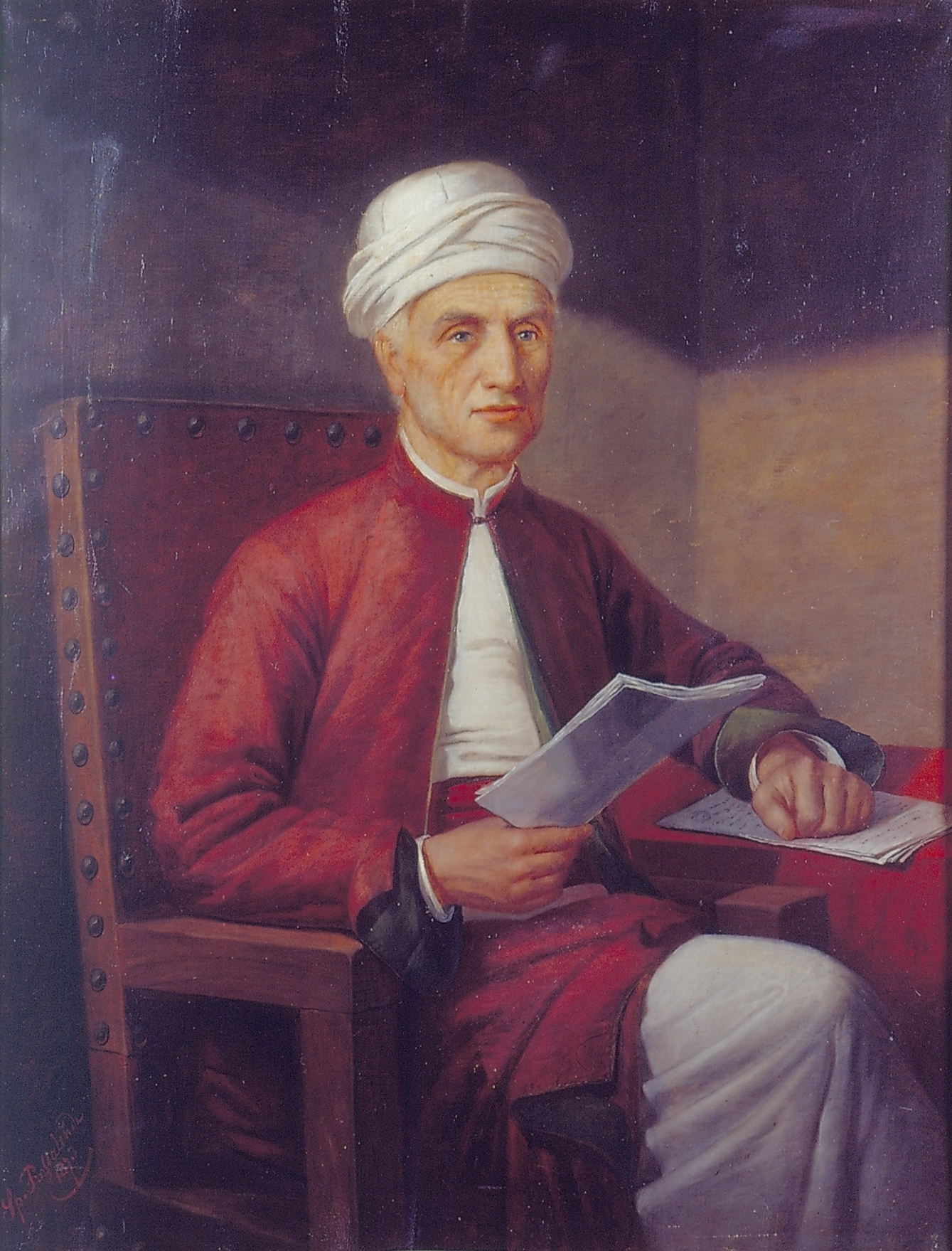
Retrato deDimitrios Galanos por Spyridon Prosalentis
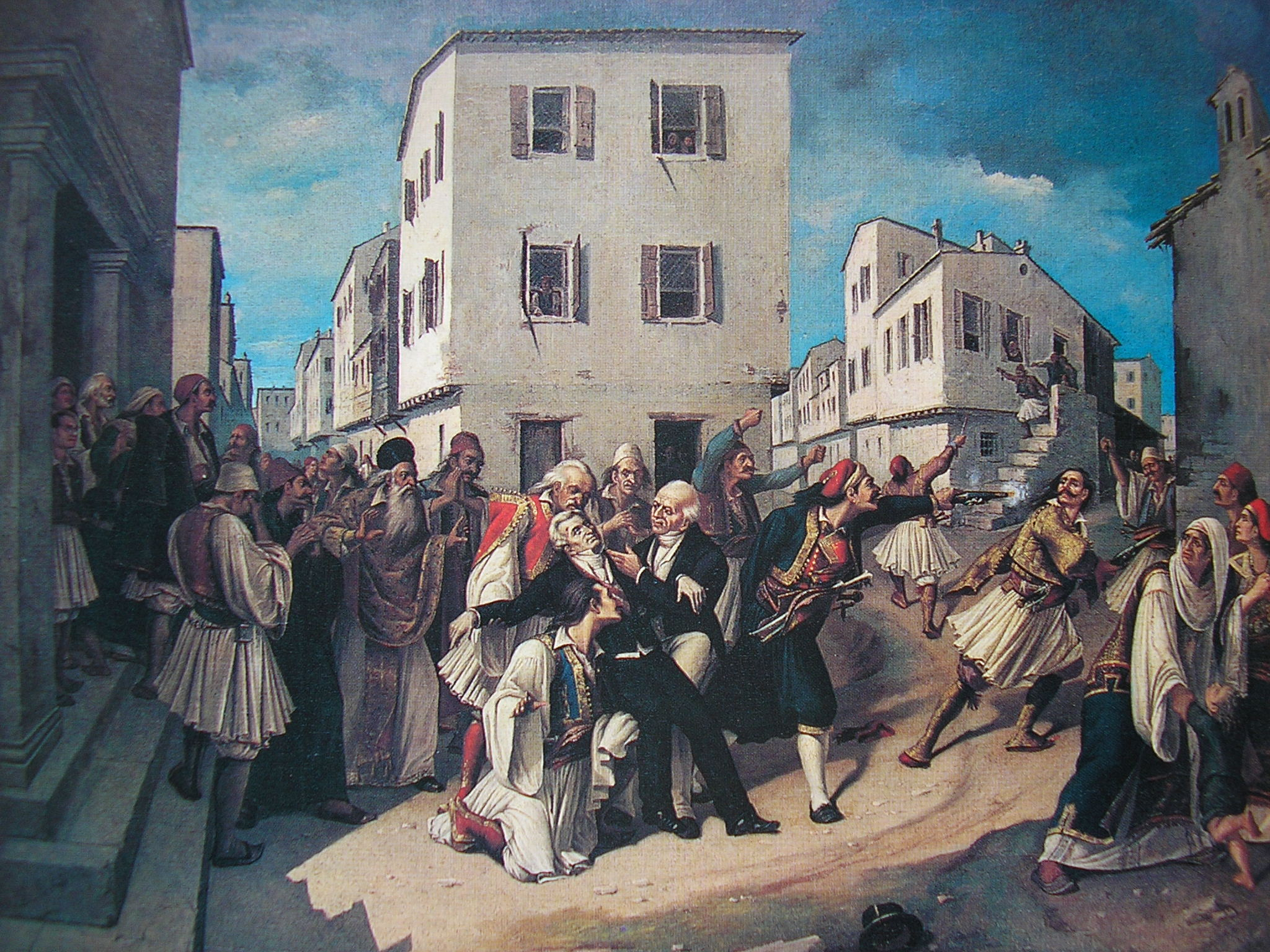
Muerte de Ioannis Kapodistrias por Charalambos Pachis
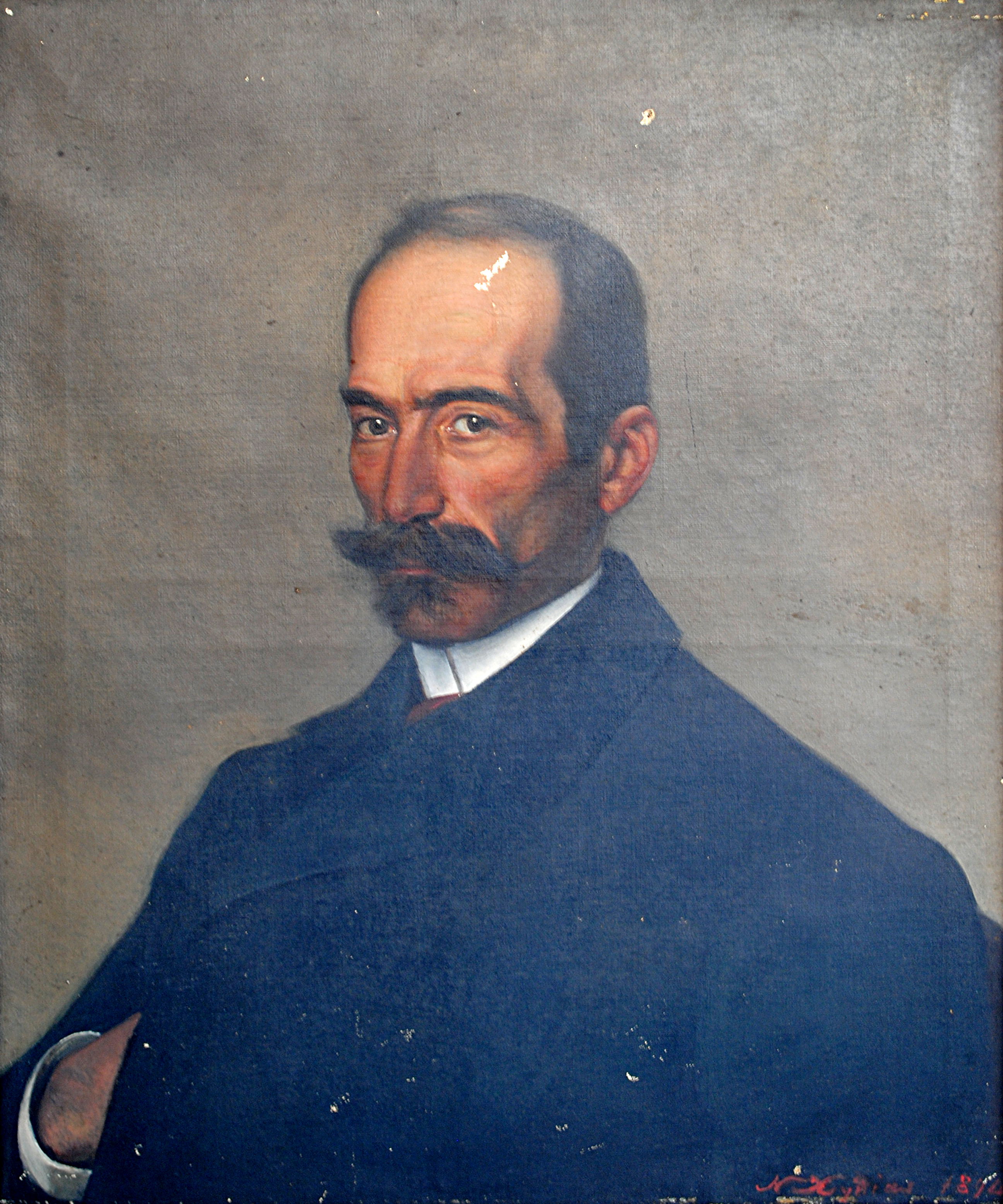
Retrato de hombre por Nikolaos Xydias Typaldos
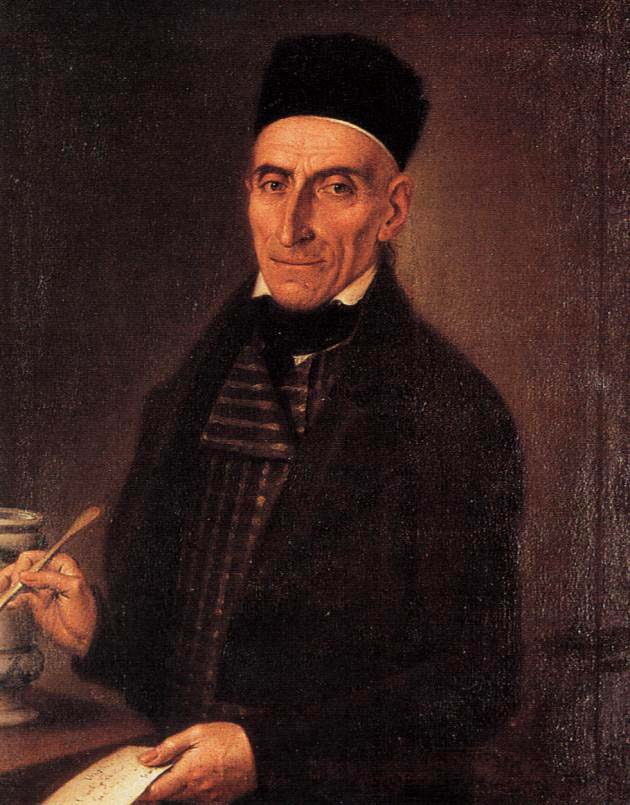
El químico Nikopoulos por Nikolaos Kantounis
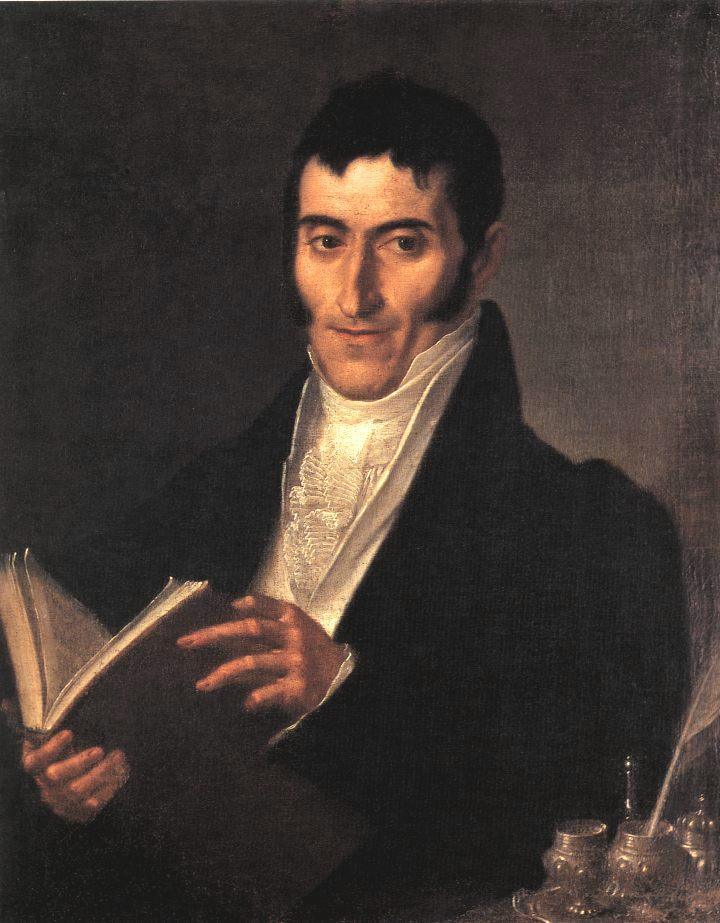
Retrato de un erudito por Nikolaos Koutouzis
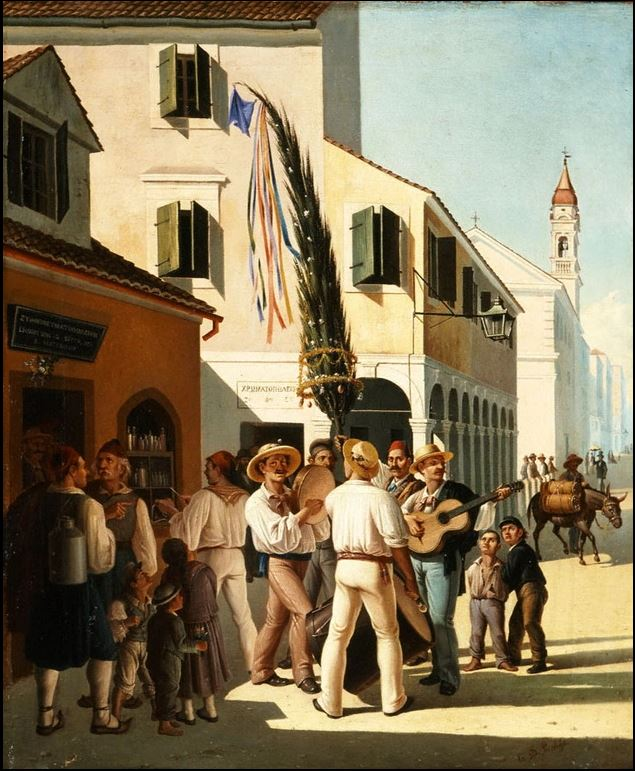
Carnaval en Kerkyra por Charalambos Pachis
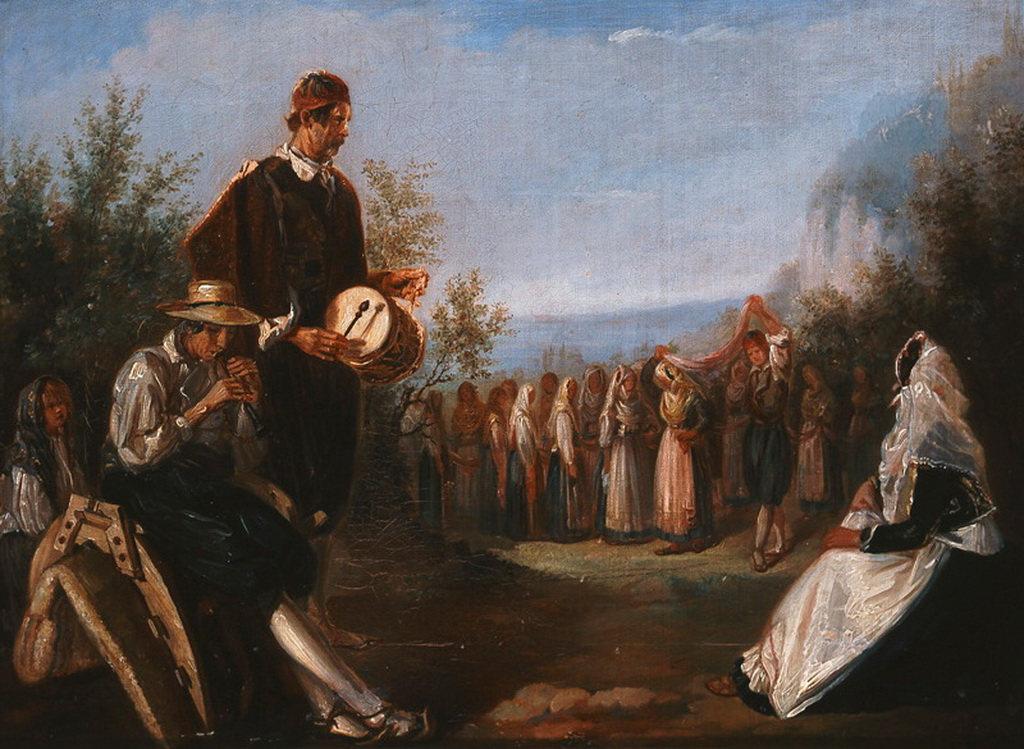
Danza en Corfú por Dionysios Vegias
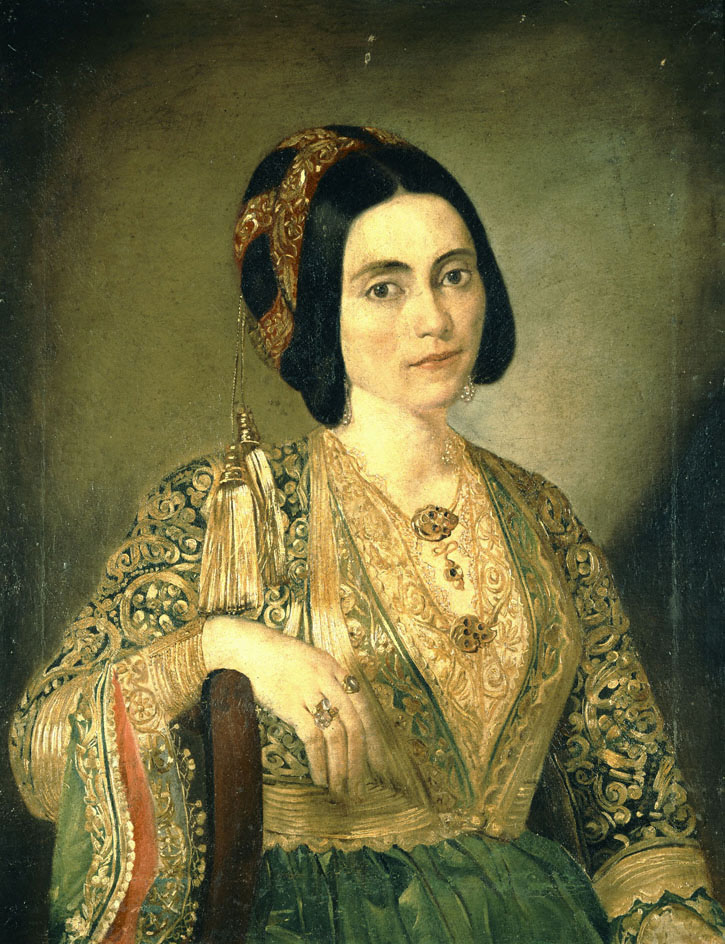
Dama por Dionysios Tsokos